# Juan Soriano Oropesa
Juan Soriano Oropesa (Benacazón, Sevilla, 23 de agosto de 1997) es un futbolista español. Juega de guardameta y su equipo es el C. D. Leganés de la Segunda División de España.

## Trayectoria
Antes de recalar en Nervión, jugó en la cantera del Betis. Al finalizar su primer año de infantil quedó libre y recibió la llamada de Ernesto Chao, técnico de la cantera blanquirroja. Tras pasar por el infantil de segundo año, el cadete B y los juveniles, en la temporada 2014-15 logró hacerse con un puesto en el División de Honor que entrenaba Agustín López. Soriano, además sería internacional sub-17.
Hizo su debut profesional en la segunda división el 21 de agosto de 2016, empatando 3–3 frente al Girona F. C. En la temporada 2015-16 defendió la portería sevillista hasta en 6 encuentros.
Las temporadas 2015-16 y 2016-17, en las que el Sevilla F. C. disputó la Liga de Campeones de la UEFA, jugó 14 partidos de la Liga Juvenil de la UEFA.
Más tarde, tras renovar con la entidad sevillista hasta junio de 2019, llegaría a formar parte del filial en la temporada 2016-17. Esa misma temporada, tras la lesión de David Soria, fue convocado por el primer equipo en varios partidos.
Jugó 32 partidos en Segunda División en las filas del Sevilla Atlético.
En la temporada 2018-19, tras la cesión de Sergio Rico y la venta de David Soria, pasó a formar parte del primer equipo y debutó en un partido de Copa contra el C. F. Villanovense.[cita requerida] Jugó un total de 4 encuentros.
Para la temporada 2019-20 fue cedido al C. D. Leganés. Aunque llegaba para ser suplente, la ausencia de Cuéllar le permitió ser el arquero titular en las primeras jornadas de la Liga, jugando un total de 14 partidos.
El 28 de septiembre de 2020 firmó por el Málaga Club de Fútbol de la Segunda División, cedido durante una temporada por la entidad hispalense.
El 17 de junio de 2021, tras finalizar su contrato con el Sevilla F. C., firmó por tres temporadas con el C. D. Tenerife. Con este equipo disputó 127 partidos en Segunda División y no encajó ningún gol en aproximadamente el 40% de los encuentros.
El 2 de julio de 2024 se hizo oficial su regreso al C. D. Leganés con un contrato de tres años para competir en la Primera División.

### Selección nacional
Fue internacional sub-19, siendo un habitual bajo los palos en las convocatorias del conjunto de Luis de La Fuente. en la que jugó 4 partidos al igual que en la selección sub-17. En la sub-21 jugó un partido.

## Estadísticas
Actualizado al último partido disputado el 5 de febrero de 2025.
| Club                      | Div.          | Temporada     | Liga  | Liga  | Copas nacionales | Copas nacionales | Copas internacionales | Copas internacionales | Total | Total |
| Club                      | Div.          | Temporada     | Part. | Goles | Part.            | Goles            | Part.                 | Goles                 | Part. | Goles |
| ------------------------- | ------------- | ------------- | ----- | ----- | ---------------- | ---------------- | --------------------- | --------------------- | ----- | ----- |
| Sevilla Atlético · España | 2.ª           | 2016-17       | 6     | 0     | —                | —                | —                     | —                     | 6     | 0     |
| Sevilla Atlético · España | 2.ª           | 2017-18       | 26    | 0     | —                | —                | —                     | —                     | 26    | 0     |
| Sevilla Atlético · España | Total club    | Total club    | 32    | 0     | 0                | 0                | 0                     | 0                     | 32    | 0     |
| Sevilla F. C. · España    | 1.ª           | 2018-19       | 4     | 0     | 6                | 0                | 1                     | 0                     | 11    | 0     |
| Sevilla F. C. · España    | Total club    | Total club    | 4     | 0     | 6                | 0                | 1                     | 0                     | 11    | 0     |
| C. D. Leganés · España    | 1.ª           | 2019-20       | 11    | 0     | 3                | 0                | —                     | —                     | 14    | 0     |
| Málaga C. F. · España     | 2.ª           | 2020-21       | 18    | 0     | 2                | 0                | —                     | —                     | 20    | 0     |
| Málaga C. F. · España     | Total club    | Total club    | 18    | 0     | 2                | 0                | 0                     | 0                     | 20    | 0     |
| C. D. Tenerife · España   | 2.ª           | 2021-22       | 45    | 0     | 0                | 0                | —                     | —                     | 45    | 0     |
| C. D. Tenerife · España   | 2.ª           | 2022-23       | 42    | 0     | 0                | 0                | —                     | —                     | 42    | 0     |
| C. D. Tenerife · España   | 2.ª           | 2023-24       | 40    | 0     | 0                | 0                | —                     | —                     | 40    | 0     |
| C. D. Tenerife · España   | Total club    | Total club    | 127   | 0     | 0                | 0                | 0                     | 0                     | 127   | 0     |
| C. D. Leganés · España    | 1.ª           | 2024-25       | 6     | 0     | 5                | 0                | —                     | —                     | 11    | 0     |
| C. D. Leganés · España    | Total club    | Total club    | 17    | 0     | 8                | 0                | 0                     | 0                     | 25    | 0     |
| Total carrera             | Total carrera | Total carrera | 198   | 0     | 16               | 0                | 1                     | 0                     | 215   | 0     |
| 1. 2.                     |               |               |       |       |                  |                  |                       |                       |       |       |